# Chaeun-myeon
Chaeun-myeon (koreanska: 채운면) är en socken i kommunen Nonsan i provinsen Södra Chungcheong i den centrala delen av Sydkorea, 160 km söder om huvudstaden Seoul.